# Габуния, Георгий Шалвович
Георгий Шалвович Габуния (груз. გიორგი გაბუნია; род. 28 июля 1975) — грузинский журналист и телеведущий. Получил широкую известность в июле 2019 года после того, как в эфире своей авторской программы «Постскриптум» на телеканале «Рустави 2» нецензурно оскорбил президента России Владимира Путина на русском языке, и после этого телеканал временно прекратил своё вещание из-за акции протеста перед зданием телекомпании, а Габуния был уволен с телеканала.

## Биография
Родился в 1975 году в Тбилиси, в семье телевизионщиков: его мать — известная актриса и телеведущая Джульетта Вашакмадзе (1933—2020), а отец работал режиссёром по выпуску новостной телепрограммы.
В 1997 году окончил Грузинский технический университет по специальности «архитектура». Прослушал несколько обучающих курсов в немецком Веймарском Университет-Баухаусе, итальянском Венецианском архитектурном университете.
Работал внештатным корреспондентом на Первом канале Грузинского телевидения параллельно с обучением в университете. На телевидении работает с 16-ти лет.
В 2004 году работал на канале Maestro TV, после работал на «Общественном вещании Грузии», а затем перешёл на «Рустави 2», на котором до июля 2019 года по воскресеньям вечером вёл свою авторскую программу «Постскриптум» (P.S.).

### Мат в адрес Путина в прямом эфире
7 июля 2019 года в начале прямого эфира своей авторской программы «Постскриптум» Габуния, в знак протеста против агрессивной политики РФ в отношении Грузии на русском языке нецензурно отозвался об этом и на протяжении минуты матом оскорблял президента России Владимира Путина и его родителей, чем вызвал большой международный скандал. Это произошло на фоне антироссийских протестов, начавшихся 20 июня 2019 года.

#### Последствия
В ночь на 8 июля 2019 года телеканал «Рустави 2» на несколько часов приостановил вещание из-за последовавшей акции протеста перед зданием телекомпании. 9 июля 2019 года стало известно, что телеканал «Рустави 2» отстранил телеведущего Георгия Габунию на два месяца от ведения эфиров, в том числе и от его авторской программы «Постскриптум».
20 июля новый генеральный директор телекомпании «Рустави 2» Паата Салия заявил, что журналист Георгий Габуния, отстраненный на два месяца от работы за грубую брань в прямом эфире, по истечении срока взыскания сможет вернуться на работу. Салия сообщил, что новый владелец телеканала Кибар Халваши не будет вмешиваться в редакционную политику телеканала. Кроме того, гендиректор пообещал обсудить с владельцем создания общественного совета, который будет контролировать кадровый вопрос в телекомпании.
20 августа директор «Рустави 2» Паата Салия уволил ведущих журналистов Георгия Габунию, Георгия Лаперашвили, Нанука Жоржолиани и Эку Квеситадзе. Одной из причин увольнения журналистов с «Рустави 2» был назван тот факт, что большинство из них намеревались перейти на новый телеканал «Мтавари Архи» (груз. მთავარი არხი), который основал бывший гендиректор «Рустави 2» Ника Гварамия. 9 сентября 2019 года в 21:00 по местному времени начал вещание новый телеканал «Мтавари архи». На новый телеканал перешли все журналисты, которые покинули «Рустави 2» после ухода Гварамии. На «Мтавари архи» также перешёл Георгий Габуния: 16 сентября он впервые вышел в эфир нового телеканала «Мтавари архи» со своей авторской программой.

#### Реакция

##### Грузия
Президент Грузии Саломе Зурабишвили осудила нецензурную брань ведущего Габунии в адрес президента России Владимира Путина, назвав это провокацией, посчитав недопустимым провоцирование обострения ситуации в регионе. «Это направлено либо на провоцирование новой войны, либо это реванш за незаконченный переворот? В любом случае, это действие против страны», — подчёркивает Зурабишвили. Аналогичную точку зрения высказал и премьер-министр Грузии Мамука Бахтадзе в своём посте в Твиттере, назвав услышанное общественностью в эфире телекомпании «Рустави 2» «категорически неприемлемым». По его словам, данный инцидент является «отвратительной провокацией и попыткой дестабилизировать нашу страну».

##### Россия
Депутаты Госдумы РФ предложили экстрадировать в Россию ведущего Габунию, призвали возбудить уголовное дело и судить его за оскорбления в адрес России и её президента Путина, а также запретить поставки вина из Грузии. По словам спикера палаты Вячеслава Володина, «необходимо привлекать к уголовной ответственности представителя Грузии, который вёл себя по-хамски, неподобающе, оскорбляя главу государства, экстрадировать его на территорию России». Как отметил Володин, члены всех фракций восприняли речь Габунии как оскорбление страны и всех граждан России.

### Покушение на Габунию
15 июня 2020 года в Грузии был задержан гражданин России, готовивший покушение на журналиста Георгия Габунию. В распространённом заявлении спецслужбы говорится, что россиянин задержан сотрудниками контртеррористического центра СГБ по обвинению в приобретении, хранении и использовании фальшивых документов. По информации украинской стороны, заказчиком убийства является глава Чечни Рамзан Кадыров. Позже Рамзан Кадыров опроверг обвинения в том, что готовил покушение на грузинского журналиста. «Господа, поверьте, если кто-то действует по моему поручению, он его выполнит», — написал глава Чечни в Telegram.
В ноябре 2020 года стало известно настоящее имя гражданина России, готовившего покушение на Габунию — им оказался Магомед Гуциев. По сообщению Службы государственной безопасности Грузии, Гуциев неоднократно незаконно пересекал границу Грузии под именем Васамбека Бокова, систематически отслеживал журналиста Габуния и собирал информацию о нём. Подозреваемому было предъявлено обвинение по четырём статьям Уголовного кодекса Грузии: статья 151 (преследование), статья 157 (посягательство на информацию, отражающую личную жизнь, или персональные данные), статья 344 (незаконное пересечение государственной границы Грузии) и статья 362 (использование поддельных удостоверения личности или иных официальных документов). В феврале 2021 года Гуциев был приговорён к четырём годам лишения свободы, о чём сообщили в Генеральной прокуратуре Грузии.